# Lista episoadelor din Mr. Bean
Acesta este un ghid de episoade pentru serialul de televiziune Mr. Bean, cu Rowan Atkinson, care a fost făcut între 1 ianuarie 1990 și 15 noiembrie 1995.

## Episoade
| Premiera originală | Premiera în România | N/o | Titlu în română (DVD)      | Titlu în engleză           |
| ------------------ | ------------------- | --- | -------------------------- | -------------------------- |
|                    |                     |     |                            |                            |
|                    |                     |     |                            |                            |
|                    |                     |     |                            |                            |
| 01.01.1990         | -                   | 01  | -                          | Mr. Bean                   |
|                    |                     |     |                            |                            |
| 05.11.1990         | -                   | 02  | -                          | The Return of Mr. Bean     |
|                    |                     |     |                            |                            |
| 30.12.1990         | -                   | 03  | -                          | The Curse of Mr. Bean      |
|                    |                     |     |                            |                            |
| 15.10.1991         | -                   | 04  | -                          | Mr. Bean Goes to Town      |
|                    |                     |     |                            |                            |
| 01.01.1992         | -                   | 05  | Pericolul cu Mr. Bean      | The Trouble with Mr. Bean  |
|                    |                     |     |                            |                            |
| 17.02.1992         | -                   | 06  | -                          | Mr. Bean Rides Again       |
|                    |                     |     |                            |                            |
| 29.12.1992         | -                   | 07  | -                          | Merry Christmas Mr. Bean   |
|                    |                     |     |                            |                            |
| 17.02.1993         | -                   | 08  | -                          | Mr. Bean in Room 426       |
|                    |                     |     |                            |                            |
| 10.01.1994         | -                   | 09  | -                          | Do-It-Yourself Mr. Bean    |
|                    |                     |     |                            |                            |
| 25.04.1994         | -                   | 10  | -                          | Mind the Baby, Mr. Bean    |
|                    |                     |     |                            |                            |
| 26.10.1994         | -                   | 11  | -                          | Back to School Mr. Bean    |
|                    |                     |     |                            |                            |
| 20.09.1995         | -                   | 12  | -                          | Tee Off, Mr. Bean          |
|                    |                     |     |                            |                            |
| 31.10.1995         | -                   | 13  | -                          | Goodnight Mr. Bean         |
|                    |                     |     |                            |                            |
| 15.11.1995         | -                   | 14  | Păr de Mr. Bean al Londrei | Hair by Mr. Bean of London |
|                    |                     |     |                            |                            |
| 15.12.1995         | -                   | 15  | -                          | The Best Bits of Mr. Bean  |
|                    |                     |     |                            |                            |